# (35418) 1998 AP5
1998 أي بي 5 (ويعرف أيضًا باسم (35418) 1998 أي بي 5 وفق تسمية الكوكب الصغير) (بالإنجليزية: 1998 AP5)‏ هو كويكب ضمن حزام الكويكبات؛ وترتيبه 35418 من حيث الاكتشاف.
اكتُشف هذا الجُرم الفلكي بواسطة OCA–DLR Asteroid Survey ‏ في 8 يناير 1998.

## وصلات خارجية
- (35418) 1998 AP5 في قاعدة بيانات مختبر الدفع النفاث لأجرام النظام الشمسي الصغيرة

- الاكتشاف · مخطط المدار ·  العناصر المدارية · المعلمات المادية

- (35418) 1998 AP5 على موقع ويكي سكاي: DSS2, SDSS, GALEX, IRAS, Hydrogen α, X-Ray, Astrophoto, Sky Map, Articles and images